# Grosser Hochkasten
Grosser Hochkasten je hora v alpském pohoří Totes Gebirge ve Štýrsku, nedaleko hranic s Horními Rakousy. Dosahuje výšky 2389 m n. m.

## Poloha
Nachází se 8 km západo-jihozápadně od obce Hinterstoder se známým lyžařským střediskem a 5 km jižně od vrcholu Grosser Priel, nejvyšší hory "Mrtvých hor". Necelý kilometr jihovýchodně se tyčí vedlejší vrchol Kleiner Hochkasten (2352 m n. m.).

## Přístup

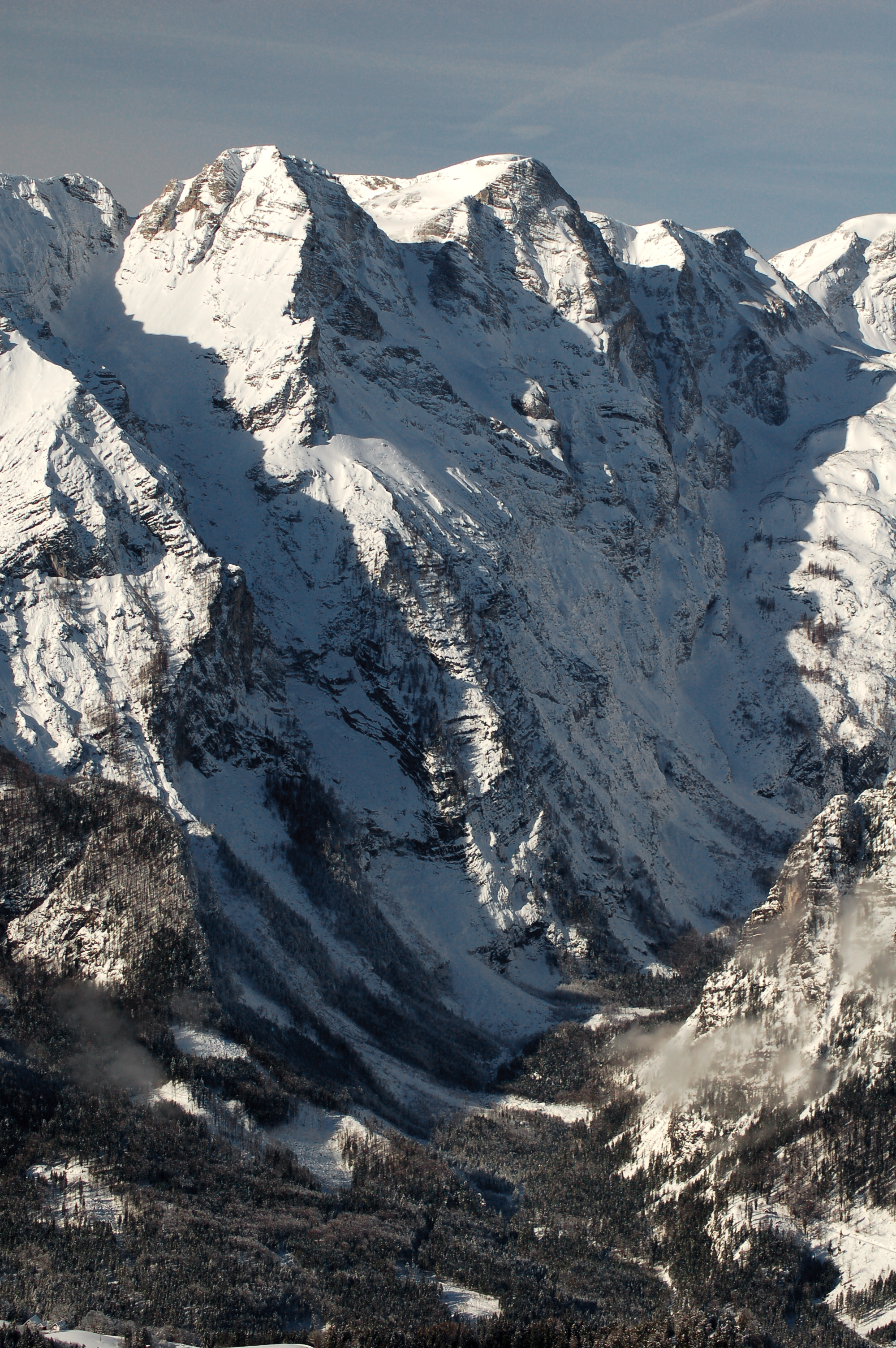
Z východu

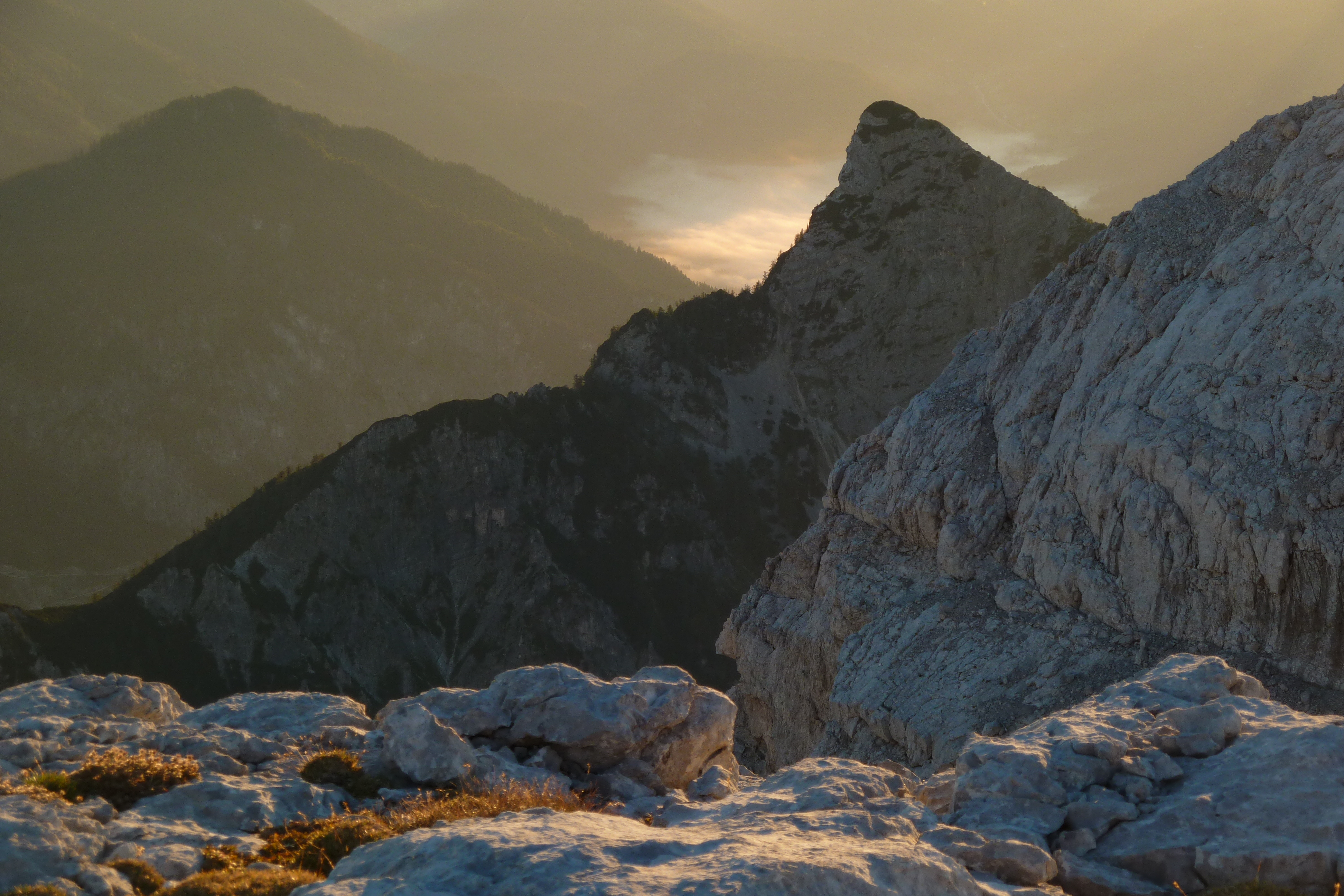
Výhled z Hochkastenu na západ

Nejkratší přístup vede od východu, z parkoviště Dietlgut (650 m n. m.) po značené cestě Dietlbüheln, která stoupá do sedla Bösenbühelsattel (2106 m n. m.). Od něj je to na vrchol ještě 283 výškových metrů po neznačeném hřebeni jihovýchodním směrem. Celkové převýšení přesahuje 1700 metrů.